# Chinornik
Chinornik (Lasiopodomys) – rodzaj ssaków z podrodziny karczowników (Arvicolinae) w obrębie rodziny chomikowatych (Cricetidae).

## Zasięg występowania
Rodzaj obejmuje gatunki występujące w Azji.

## Morfologia
Długość ciała (bez ogona) 86–154 mm, długość ogona 14–33 mm, długość ucha 5–13,2 mm, długość tylnej stopy 14–21 mm; masa ciała 19–80 g.

## Systematyka
Rodzaj zdefiniował w 1887 roku francuski zoolog Fernand Lataste w artykule poświęconym obserwacjom niektórych gatunków z rodzaju Microtus i Arvicola, opublikowanym w czasopiśmie Annali del Museo civico di storia naturale di Genova. Gatunkiem typowym jest (oznaczenie monotypowe) chinornik stepowy (L. brandtii).

### Etymologia
- Lasiopodomys: gr. λασιος lasios ‘włochaty, kudłaty’; πους pous, ποδος podos ‘stopa’; μυς mus, μυoς muos ‘mysz’[9].
- Lemmimicrotus: zbitka wyrazowa nazwa rodzajów: Lemmus Link, 1795 (leming) oraz Microtus Schrank, 1798 (nornik)[2]. Gatunek typowy (oryginalne oznaczenie): Arvicola mandarinus Milne-Edwards, 1871.

### Podział systematyczny
Niektórzy autorzy włączają Lasiopodomys do rodzaju nornik (Microtus) w randze podrodzaju. Gryzonie te wyróżnia kilka cech, m.in. bardzo krótkie małżowiny uszne, wydłużone przednie pazury, gęsto pokryte futrem podeszwy stóp i budowa zębów trzonowych. Do rodzaju należą następujące występujące współcześnie gatunki zgrupowane w dwóch podrodzajach:
| Podrodzaj     | Grafika | Gatunek                 | Autor i rok opisu        | Nazwa zwyczajowa      | Podgatunki    | Rozmieszczenie geograficzne | Podstawowe wymiary                      | Status IUCN |
| ------------- | ------- | ----------------------- | ------------------------ | --------------------- | ------------- | --- | --------------------------------------- | ----------- |
| Lasiopodomys  |         | Lasiopodomys brandtii   | (von Radde, 1861)        | chinornik stepowy     | 2 podgatunki  | Mongolia, Rosja (południowy Kraj Zabajkalski) i północno-wschodnia Chińska Republika Ludowa (Mongolia Wewnętrzna, północne Hebei i Jilin)         | DC: 10–14,8 cm DO: 1,8–3 cm MC: 26–55 g | LC          |
| Lemmimicrotus |         | Lasiopodomys mandarinus | (A. Milne-Edwards, 1871) | chinornik mandaryński | 5 podgatunków | Rosja (południowa Buriacja), północno-środkowa Mongolia, północno-wschodnia i wschodnio-środkowa Chińska Republika Ludowa oraz Półwysep Koreański | DC: 9–11,4 cm DO: 2–2,7 cm MC: 18–50 g  | LC          |

Kategorie IUCN:  LC  – gatunek najmniejszej troski.
Opisano również gatunki wymarłe z plejstocenu Azji:
- Lasiopodomys praebrandti Еrbаjevа, 1976[12]
- Lasiopodomys probrandti Zheng Shaohua & Cai Baoquan, 1991[13]